# Acanthothecis africana
Acanthothecis africana är en lavart som beskrevs av Staiger & Kalb. Acanthothecis africana ingår i släktet Acanthothecis och familjen Graphidaceae.   Inga underarter finns listade i Catalogue of Life.